# Oberbaumbrücke
Oberbaumbrücke je dvoupatrový most přes berlínskou řeku Sprévu. Silueta mostu je typickým znakem města. Most spojuje dva městské obvody Friedrichshain a Kreuzberg, které byly rozděleny po roce 1961 berlínskou zdí. Obnova a znovuotevření mostu Oberbaumbrücke je jedním ze symbolů znovusjednocení Berlína.

## Historie
Most byl postaven na hranici Braniborského markrabství v roce 1732. Dřevěný most byl postaven společně s hraniční zdí a navazující městskou bránou Stralauer Tor. Své jméno Oberbaumbrücke dostal podle kontrolního místa, kde se vybíralo clo a kontrolovalo zboží. Úzký prostor byl na noc zatarasen zábranou z kmenů pobitých železnými hroty, . Protože se toto místo nacházelo na výchos od Berlína říkalo se mu Oberbaum. Druhý kontrolní bod byl západně od města a nazýval se Undertree.
V roce 1879 prošel most velkými úpravami. Se 154 metry byl nejdelším mostem v Berlíně, ale nebyl způsobilý pojmout narůstající dopravní nároky, a proto se začaly objevovat plány na novou kamennou konstrukci. Firma Siemens & Halske přišla s plánem postavit v Berlíně metro a naléhala na stavitele, aby most byl přizpůsoben nejen chodcům a v té době běžným dopravním prostředkům, ale i metru.
Nový most byl otevřen v roce 1896, dva roky po zahájení stavby, které se ujal architekt Otto Stahn. Most je postaven z betonu a cihel ve stylu městské brány s mnoha dekorativními prvky.
V roce 1902 se po mostě projel první vlak berlínského metra. Během první jízdy sedělo v metru devatenáct pasažérů a jela ze stanice Stralauer Tor (po druhé světové válce zanikla) do stanice Postupimské náměstí (Potsdamer Platz).
V roce 1920 začal most Oberbaumbrücke spojovat dva nově vzniklé správní obvody Friedrichshain a Kreuzberg. V dubnu 1945 vyhodil Wehrmacht prostřední část mostu do povětří, jako jeden z mnoha pokusů ubránit město před Rudou armádou. Po ukončení války se most stal hranicí amerického a sovětského sektoru. Do léta roku 1961 sloužil most pěším. Po postavení berlínské zdi v roce 1961 byl tento přechod uzavřen. Znovuotevřen (opět pouze pro pěší) byl až v roce 1972. Linka metra na západní straně byla ukončena ve stanici Schlesisches Tor.
Po pádu Berlínské zdi v roce 1989 byl most opraven, projekt na obnovu zničené střední části připravil španělský architekt Santiago Calatrava. Pro pěší, automobily a tramvaje byl most znovu otevřen během oslav pátého výročí pádu zdi v roce 1994. Trať metra do stanice Warschauer Straße byla znovu otevřena o rok později.